# Церква Святої Анни (Борислав)
Це́рква Свято́ї А́нни (колишній парафіяльний Римо-католицький костел Святої Барбари) — греко-католицький храм у Бориславі. Розташований на вул. Володимира Великого 45 а, м. Борислав, Львівська область, 82300. Храм Святої Анни — один з пам'яток архітектури місцевого значення. Посвячення храму відбулося 1902 р. на честь Святої Барбари (Варвари), покровительки гірників оскільки в місті та навколишніх околицях було багато шахт. Автором проекту був архітектор Станіслав Маєрський. Споруда костелу, вимурувана у формі латинського хреста, що разом з цегляною кладкою є характерною особливістю неоготики та неороманського стилю. Будували цей костел, як і багато інших храмів цього періоду, мандрівні майстри будівничого цеху за кошти парафіян та нафтових промисловців. Розписали його майстри під керівництвом художника з Кракова Антонія Процайловича, який спеціалізувався на розписі костелів.

## Історія костела
Парафіяльний Римо-католицький костел Святої Барбари, збудовано 1900 року на кошти парафіян та власників копалень. Посвячений він 04.12.1902 року. Архітектор — Станіслав Маєрський. Храм збудовано з цегли з використанням природного каменю, що було характерно для епохи неоготики та неороманського стилю. Будували цей храм, як і інші храми цього періоду, мандрівні майстри будівничого цеху, про що свідчить вмурована  на фронтоні храму цехова емблема:
Це різьблений кам'яний щит із зображенням чотирьох будівельно — креслярських предметів, розташований один на одному: циркуль, трикутник, кутник і лінійка. Поруч бачимо і щит, на якому зображено герб (знак) гірників, перехрещені молотком і коротке кайло (кирка). Ці два символи (герб) також були зображені на центральному (головному) вівтарі (престолі) та на вітражах у костелі. 
Це свідчить, що в основному цей костел побудовано на кошти бориславських робітників нафтової промисловості. Костел вимуруваний з використанням природного каменю, у формі латинського хреста, костел орієнтовано по осі Схід-Захід. Його довжина 36,1 м, ширина 19,25 м, а висота з хрестом 47 м. Фундамент і цоколь зорблено з тесаного каменю висотою 1,25 м. Храм оформлений великими вікнами з фігурами вітражами. У головному вівтарі розміщений образ Св. Варвари роботи відомого художника і скульптора А. Попеля (1865—1910), одна з його відомих робіт це пам'ятник А. Міцкевичу у Львові. 29 травня 1907 р. експозитом костелу на Волянці призначено кс. Войцеха (Адальберта) Карася (04.04.1871-04.07.1931). Він активно береться до впорядкування новозбудованого храму. Завдяки кс. В. Карасю римо-католицький костел св. Барбари стає одним із найкращих храмів Дрогобичини. У 1930-31 рр. костел було розписано майстрами під керівництвом традиційного костельного художника з Кракова Антонія Процайловича. В 1931 році костел було реставровано.

## Радянська окупація
З 20.08.1946 року по кінець 1963 року у ньому знаходилася православна церква.1963 р. місцева влада вирішила закрити у Бориславі один храм. Цей вибір випав на церкву св. Анни, хоча фінансовий та господарський стан цієї парохії був відмінний (податки всі сплачено, а в касі залишкова сума складала 4000 крб., які згодом було використано на оплату податків тустановецької церкви).
Храм св. Анни закрили, не маючи на це жодного офіційного документу. Парохіяни деякий час не віддавали ключі від храму, тоді влада 12 вересня 1963 р. на дверях встановила висячий замок.  Після цього парохіяни Волянки належали до інших парохій Борислава (Губичі, Потік, Тустановичі). Люди майже шість років добивалися відкриття храму св. Анни на Волянці, писали численні прохання, оббивали пороги державних установ як в Україні, так і в Москві, але все це було безрезультатним. Вища влада мотивувала тим, що храм закрила місцева влада і питання його відкриття належить їй.
Церковне облаштування храму — головний вівтар, лавки та інші речі було вивезено на цвинтар у Тустановичі у церкву св. Миколая. Після закриття храму св. Анни на Волянці там було розміщено склад солі, який належав Змішторгу. Головна мета цього — нищення храму. 1968 р. міська влада розпорядилась облаштувати колишній костел під меблевий магазин, який знаходився у храмі на Волянці до 1983 р. Після 1983 р. для посилення атеїстичної пропаганди та з деяких комунальних та санітарних причин міська влада вирішила відкрити у храмі т. зв. Будинок громадських панахид.  У середині 1980-х рр. тодішня міська влада готувалася до святкування 600-річчя м. Борислава. Серед ряду заходів, які пропонувалися для проведення святкування, було створення і відкриття міського краєзнавчого музею в церкві. Така нелегка доля спіткала колишній храм св. Анни упродовж часу комуністичного правління та релігійного застою та осквернення. Після її закриття — склад солі, магазин  меблів, похоронне бюро, краєзнавчий музей.

## Новітня історія церкви
22.12.1988 р. група мешканців Волянки звернулися до місцевої влади про відкриття храму на Волянці. 14.04.1989 р. здійснилися багаторічні намагання мешканців Борислава-Волянки домогтися відкриття храму св. Анни. У цей день прийнято рішення про реєстрацію релігійної громади в Бориславі. Тоді ж, мабуть, стало про це відомо парафіянам ініціативної групи. Однак, як вже згадувалося вище, парохіяни активно приступили до створення виконавчих органів релігійної громади св. Анни. З протоколу № 1 від 15.04.1989 р., довідуємося про проведення парохіяльних зборів в церкві св. Анни по вул. В. Великого, м. Борислава в присутності 250 осіб. Храм був повністю занедбаний. Прекрасні вітражі вибито. З колишнього церковного майна не залишилося нічого. Парохіяни активно приступили до ремонту храму. Релігійна громада церкви св. Анни звернулася із заявою до виконкому Бориславської міської ради про надання офіційного дозволу на проведення ремонту церкви. Парафіяни оголосили збір коштів на різний будівельний матеріал для ремонту храму. Жителі Борислава щедро давали гроші, різні будівельні матеріали, активно брали участь у ремонті та облаштуванні храму.
Перше хрещення у наново відкритому храмі св. Анни, відбулося 9 липня 1989 р., а до кінця вересня було похрещено 13 дітей; перший похорон відбувся 4 серпня 1989 р., а до кінця вересня — ще 11 похоронів; перша Служба Божа за всяке прощення відбулася 8 серпня 1989 р., а до кінця вересня — ще 5; перше вінчання (шлюб) відбулося у відновленій церкві 31 серпня 1989 р., а до кінця вересня відбулося ще 4 вінчання.
Початковий розпис вівтаря храму св. Анни здійснював львівський художник Богдан Балицький з групою живописців. Їм допомагав бориславський художник Стефан Кіндратишин. Ними у 1989—1990 рр. було розписано вівтар церкви св. Анни, а завершував, згодом, роботи по розпису храму художник Богдан Панчишин з м. Миколаїва (Львівської обл.). Того ж 1989 р. замовлено для храму іконостас, проект якого виконав архітектор Іван Мельник, доцент, викладач Львівської художньої академії.

## Мощі та реліквії
В церкві зберігаються мощі християнських святих, мучеників та преподобних, яких шанує Українська греко-католицька церква.

### Мощі
Апостолів: Петра, Павла, Юди Тадея, Филипа, Андрія Первозванного, Якова старшого, Томи, Варфоломія, Якова молодшого (сина Алфея), Матія (був вибраний замість Юди Іскаріотського), Симона Зилота.
Євангелистів: Матвія, Івана Богослова, Марка, Луки;
Святих та праведних: Івана Хрестителя, старозавітного священика Захарії та дружини його Єлизавети; праведних Якима та Анни (покровительки храму).
Апостолів з сімдесятьох (обраних після перших дванадцяти): Тита, Тимофія, Теофіла, Варнави, Филимона, первомученика Степана.
Святих: Миколая Мирлікійського (покровителя дітей, студентів, моряків та ін…), Бенедикта Нурсійського (покровителя Європи), Івана Массіаса (покровителя Північної і Південної Америки), Антонія Падевського (помічник у віднайдені загублених речей), Валентина (покровителя закоханих та помічника у зціленні від епілепсії), Іларія Піктавійського, Шарбеля.
Святих, мучеників і преподобних: Кипріяна (єпископа Карфагенського), Тамари (цариці Грузії), Сергія, Зенона, рівноапостольних Костянтина і Олени, Григорія (просвітителя вірмен), Євгенії (діви), Єроніма, Тетяни, Євгенія, Ніни (просвітительки Грузії), Валерія, Симеона (пророка), Дарії, Таїсії, Теодора, Іринея Ліонського, Ксенії (Оксани), Назарія, Ірини, Антоніна, Димитрія, Арсенія, Єфрема Сирійського, Анатолія, Олександри (імператриці), цілителя Пантелеймона, Леоніда, Лева Великого, Ореста, Христофора, Віри, Надії, Любові та їхньої матері Софії, Олександра (Папи), В'ячеслава, Варвари, Катерини, Євдокії, Фотинії (Світлани), Олексія, Мирона, Анастасії, Спиридона Триметійського, Косми і Даміана, Юрія (Георгія) Переможця, Романа, Христини, Віталія, Віктора, Галини.
Святих отців: Василія Великого, Григорія Богослова, Івана Золотоустого, Григорія Ніського, Августина, Афанасія Великого, Григорія Двоєслова, Максима Ісповідника, Івана Дамаскина, Теодора Студита.
Представників чернечих чинів: Франциска Асизького і трьох францискан, Івана Боско і трьох салезіан, о. Піо та двадцятьох п'ятьох капуцинів, Павла від хреста та п'ятнадцятьох пасіоністів (екзорцистів), Михаїла а Санктіса та десятьох тринітаріїв, Помпілія М. Пірротті та чотирьох піарів, Терези від Дитятка Ісуса, Терези Авільської та двадцятьох кармелітів, Альфонса Ліугорі та одного редемпториста, Франциска Ксаверія та трьох єзуїтів, Томи Аквінського та двох домініканців, Альберта Великого, священномученика Йосафата.
Блаженних новомучеників УГКЦ: Олімпії Біди та Лаврентії Гарасимів (Згромадження св. Йосифа Обручника), Йосафати Гордашевської і Тарсикії Мацьків (Згромадження сестер служебниць НДМ), єпископів Петра Павла (Гойдича), Василя (Гопка), Івана (Слезюка) та Симеона (Лукача).

### Реліквії
Часточки з плаща обручника Йосифа, часточки Чесного і Животворящого Хреста Господнього та часточки з хрестів апостолів Петра і Андрія;

## Світлини

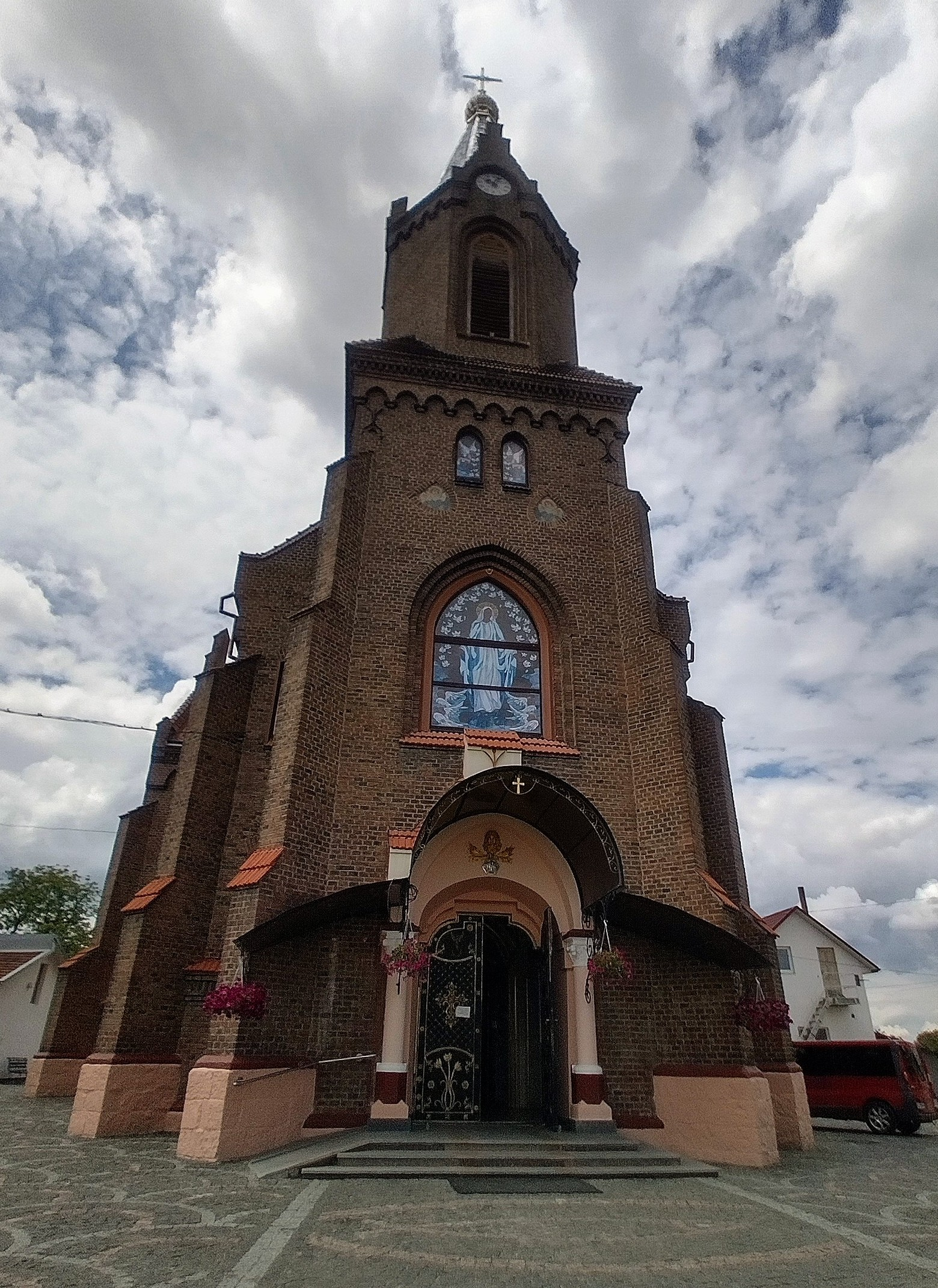
Портал
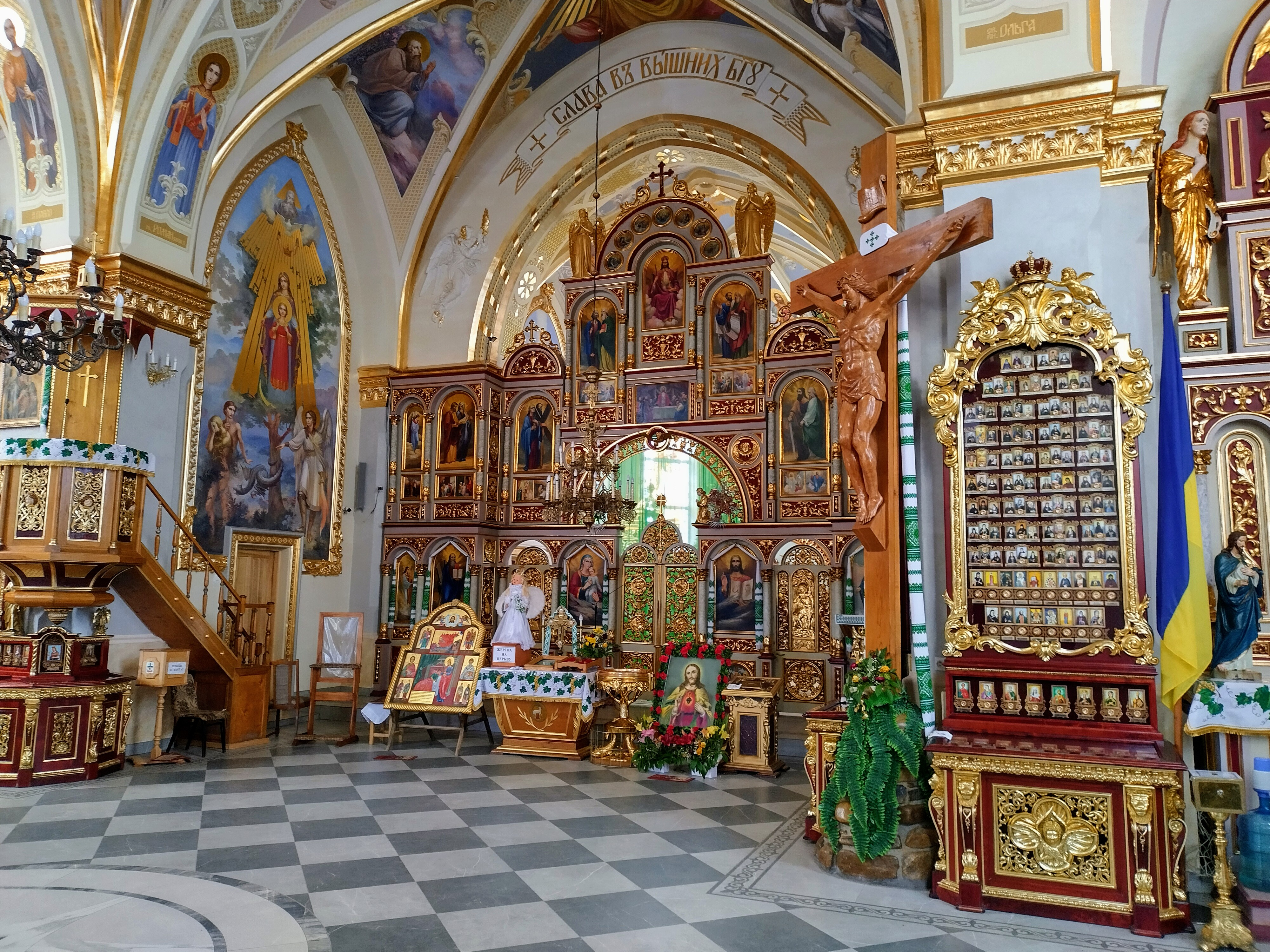
Головний іконостас
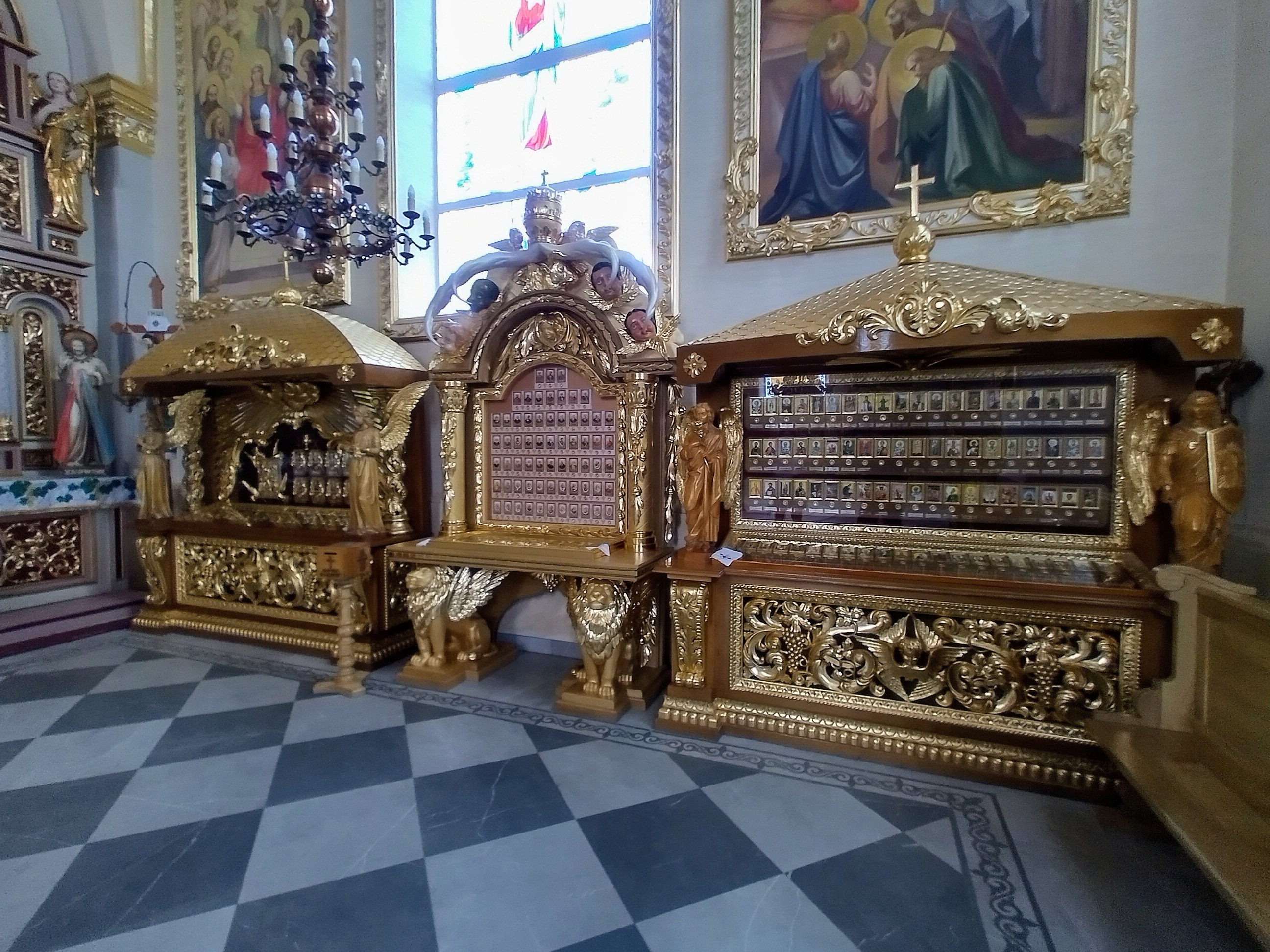
Ікони з мощами святих
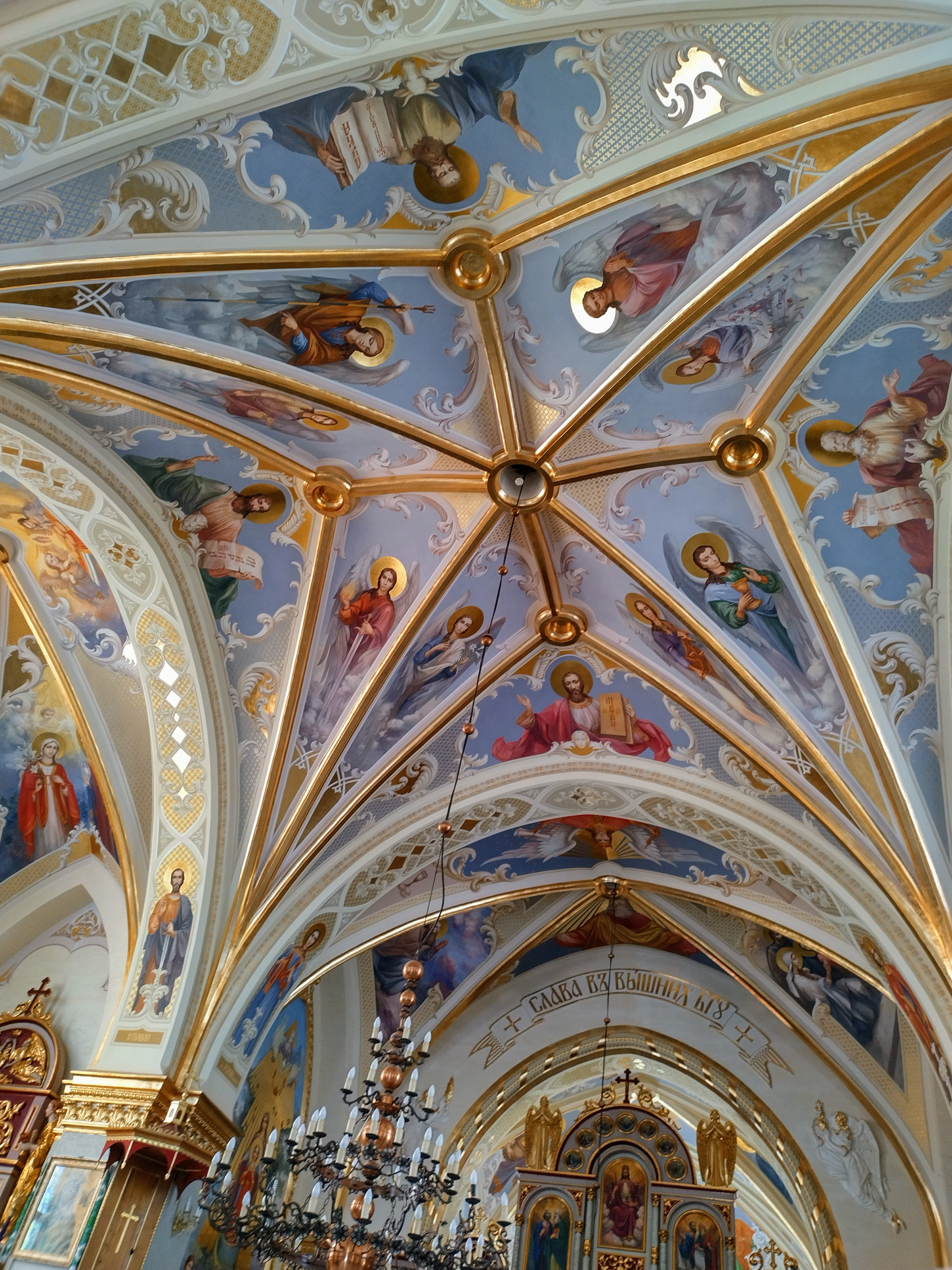
Художній розпис стелі
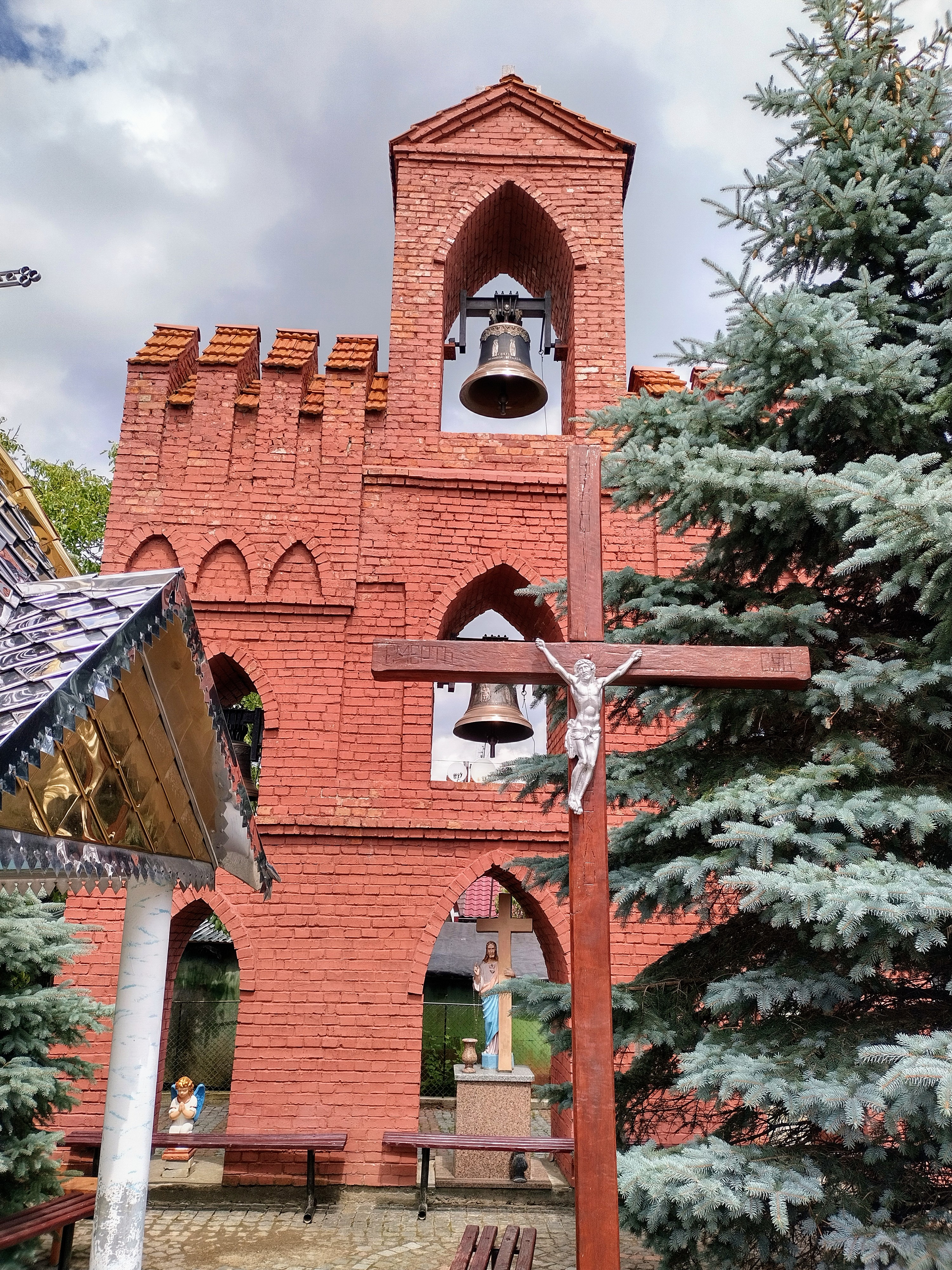
Церковні дзвони